# Општина Мандра (Брашов)
Мандра (рум. Mândra) општина је у Румунији у округу Брашов.
Oпштина се налази на надморској висини од 445 m.